# Duguay-Trouin (1900)
Pour les autres navires du même nom, voir Duguay-Trouin.

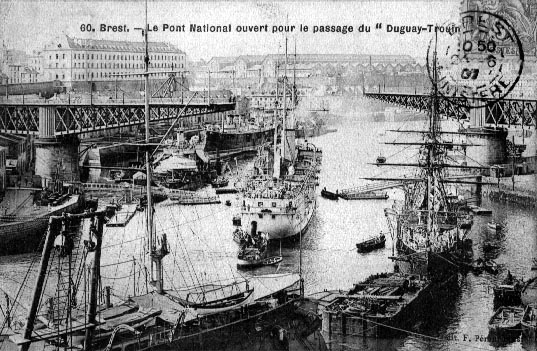
La Penfeld à Brest en 1901, avec le pont National tournant et le croiseur Duguay-Trouin, surnommé Borda V

Construit entre 1876 et 1879, le Duguay-Trouin est un ancien bâtiment de transport de la marine fluviale, de la classe Annamite. Nommé Tonkin (ou Tonquin), il est utilisé dans cette fonction de 1879 à 1884, et principalement affecté à des rotations entre Toulon et Saigon. Transformé ensuite en navire-hôpital il sert en mer de Chine et en Océan Indien de 1884 à 1887. En 1900, il est modifié en croiseur école d'application et prend le nom de Duguay-Trouin.

## Description du bateau
Désigné comme "transport écurie", et doté d'une propulsion mixte, le Tonkin a d'abord été gréé en voilier trois-mâts carrés, jusqu'à son désarmement en 1887. Il a ensuite été réarmé, en 1898 à Marseille, avec un gréement de trois-mâts goélette lors de sa reconversion (en 1900) en vaisseau école d'application.

## Le navire-école d'application
Entre 1900 et 1912, le Duguay-Trouin, alors basé à Brest, effectue douze croisières (une par année scolaire) en tant que vaisseau école d'application pour les aspirants de marine. En octobre 1913, il remplace l'ancien voilier Borda, comme bâtiment école pour l'école navale ; il en devient à ce titre le cinquième bâtiment école et (officieusement et symboliquement) le quatrième Borda.
En août 1914, il redevient navire-hôpital et effectue de nombreuses missions en Manche, Méditerranée et mer Noire, ainsi qu'au Levant.
À nouveau désarmé en 1919, il devient entre 1922 et 1927 caserne flottante pour l'École des mécaniciens de la Marine sous le nom de Moselle, avant d'être rayé (en 1927), puis vendu à la démolition en 1937.
Navire très fréquemment à quai dans le Brest de l'avant guerre , il est évoqué dans une chanson nostalgique du Brest d'avant les bombardements écrite par Pierre Mac Orlan, Fanny de Lannion, qui , sans faire partie du répertoire ancestral des chants de marins, est cependant devenue un classique du folklore maritime, grâce aux interprétations inspirées  qu'en donnèrent ses chanteuses-fétiches, Monique Morelli ou Germaine Montero.